# 正蓮寺 (久喜市)
正蓮寺（しょうれんじ）は、埼玉県久喜市にある曹洞宗の寺院。

## 歴史
創建年代は不明である。ただ開基の一色直朝が1597年（慶長2年）の没であること、本尊の阿弥陀如来に「元亀三年」（1572年）の銘があることから、室町時代末期頃に創建されたものと推測される。
なお、当寺には「正和五年」（1316年）と「文明二年」（1470年）の銘が入った板碑も所有している。

## 文化財
- 銅造阿弥陀如来立像（久喜市指定文化財 昭和52年9月8日指定）[2]

## 交通アクセス
- 路線バス県営住宅入口停留所より徒歩13分。